# Colurella adriatica
Colurella adriatica är en hjuldjursart som beskrevs av Ehrenberg 1831. Colurella adriatica ingår i släktet Colurella och familjen Lepadellidae. Arten är reproducerande i Sverige. Inga underarter finns listade i Catalogue of Life.